# Municipio de McCrea
El municipio de McCrea (en inglés: McCrea Township) es un municipio ubicado en el condado de Marshall en el estado estadounidense de Minnesota. En el año 2010 tenía una población de 241 habitantes y una densidad poblacional de 2,07 personas por km².

## Geografía
El municipio de McCrea se encuentra ubicado en las coordenadas 48°13′41″N 96°41′46″O / 48.22806, -96.69611. Según la Oficina del Censo de los Estados Unidos, el municipio tiene una superficie total de 116.59 km², de la cual 116,59 km² corresponden a tierra firme y (0 %) 0 km² es agua.

## Demografía
Según el censo de 2010, había 241 personas residiendo en el municipio de McCrea. La densidad de población era de 2,07 hab./km². De los 241 habitantes, el municipio de McCrea estaba compuesto por el 97,51 % blancos, el 1,66 % eran amerindios y el 0,83 % eran de una mezcla de razas. Del total de la población el 3,32 % eran hispanos o latinos de cualquier raza.